# Cadillac V16

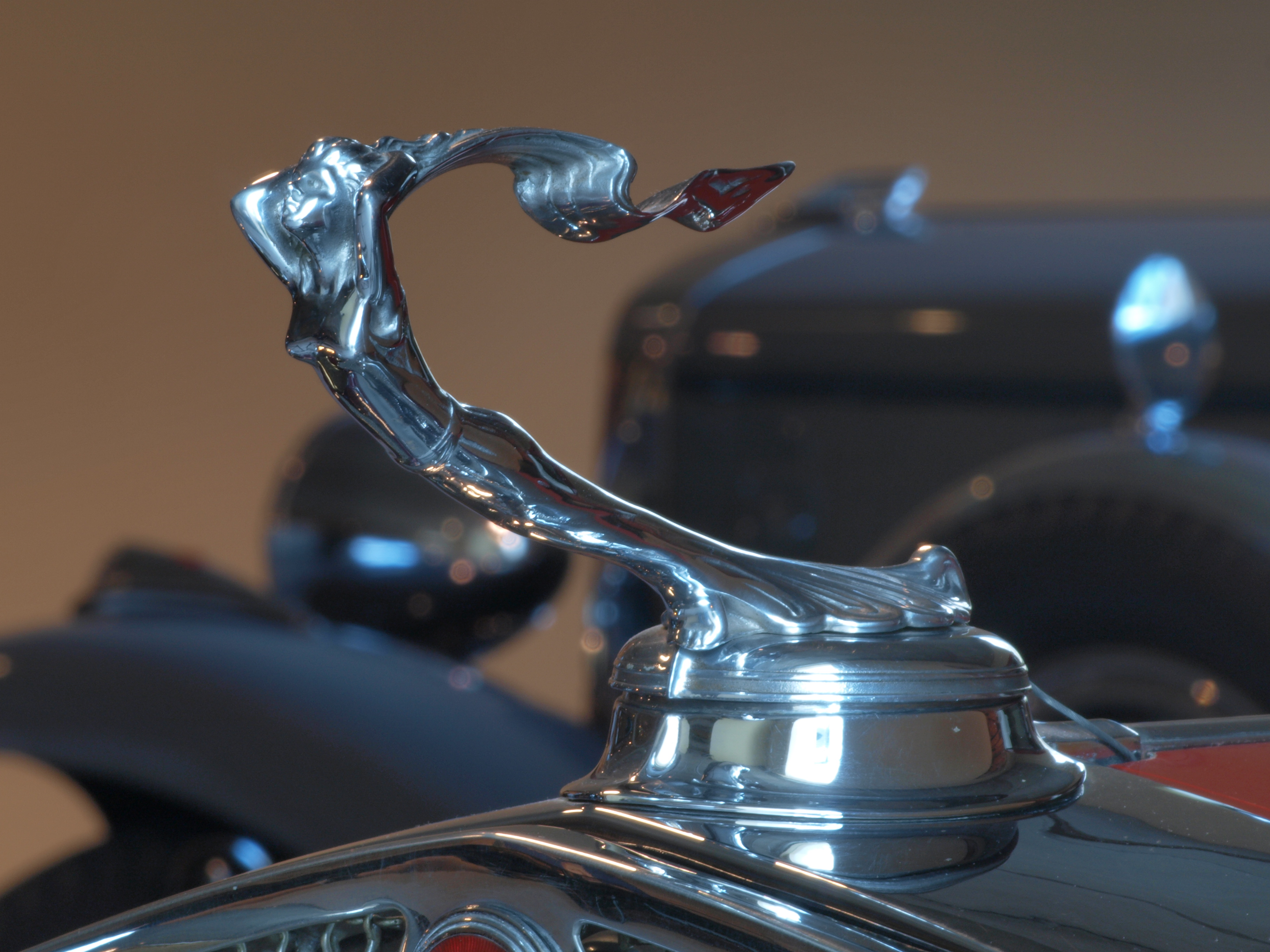
Прикраса радіатора Cadillac. 1930

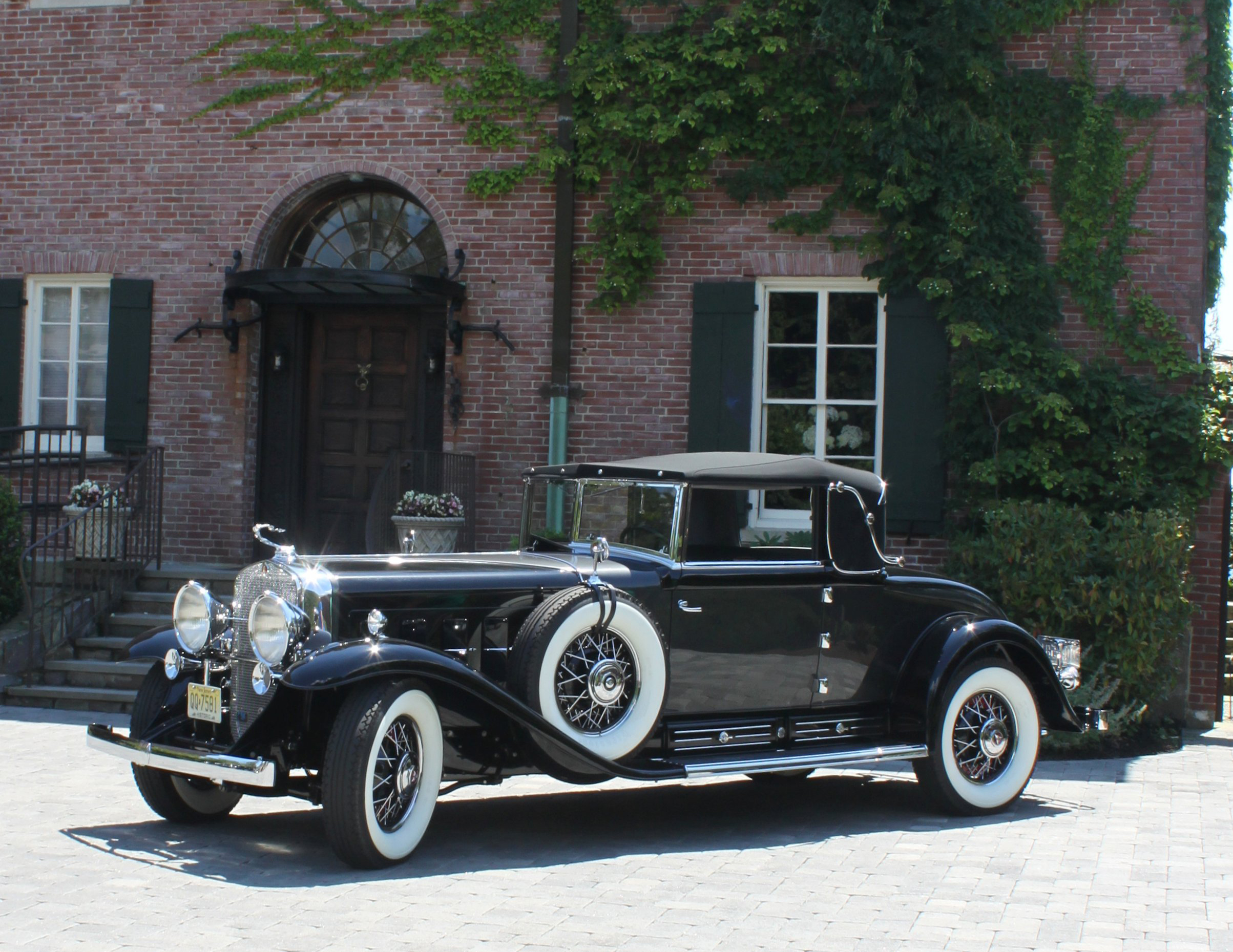
Cadillac V16 Fleetwood Series 452A. 1931

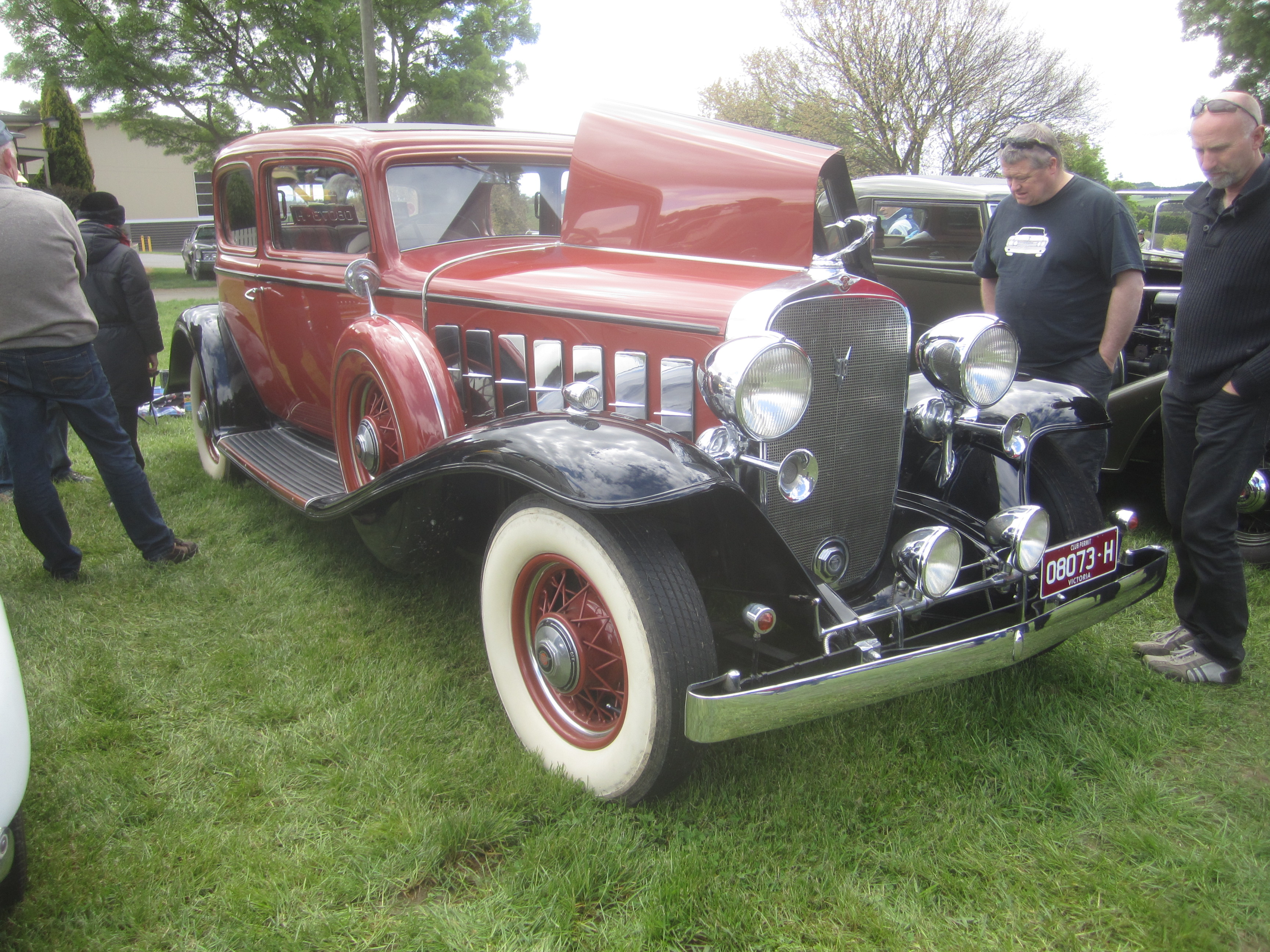
Cadillac V16 Series 452B. Coupe. 1932

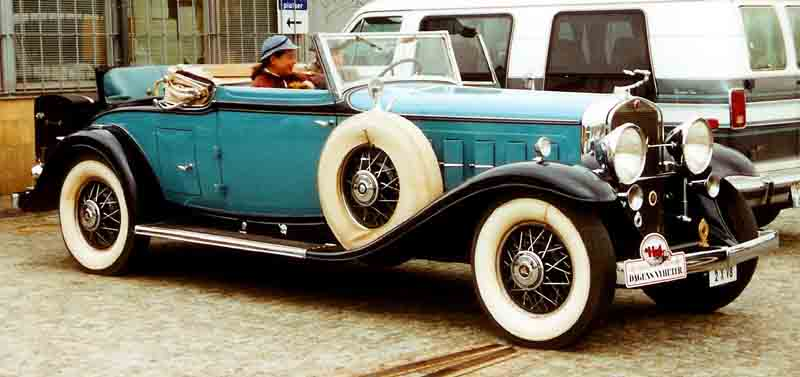
Cadillac V-16 Series 452-A. Convertible Coupe. 1931

Cadillac V16 (Cadillac Sixteen) виготовляла американська компанія Cadillac з січня 1930 до падіння продажів через початок війни (1940). Це був перший у світі серійний автомобіль люкс-класу з 16-циліндровим мотором.

## Історія

### Cadillac V16 Серія 452 (1930–1935)
У глибокій таємниці компанія Cadillac приступила 1926 до розробки дорогого потужного багатоциліндрового автомобіля. Провідні спеціалісти компанії Ларрі Фішер і Гарлі Ерл відбули до Європи задля ознайомлення з найкращими типами кузовів. Компанія Cadillac вирішила не продавати голі шасі і купила кузовобудівні компанії Fleetwood Metal Body, Fisher Body для повного циклу виробництва металевих кузовів. Було продано лише декілька голих шасі, на яких фінансово спроможні клієнти встановили кузови. Збереглись  лімузин-ландо (мотор # 702297) бельгійця ван Ден Пласа, спортивний седан (мотор # 702298), який після показів у Європі на Конкурсах Елегантності (Concours d'Elegance) купив магараджа
На базі шасі Серії 353 з 8-циліндровим мотором компанія Cadillac презентувала на Нью-Йоркському автосалоні 4 січня 1930 новий найдорожчий автомобіль серії 452 з мотором V16 об'ємом 7,4 л і потужністю близько 180 к.с. Це відбулось вже після краху фондового ринку 1929 ринку. Загалом виготовили 3700 машин модифікацій 452A, 452 B, 452 C, 452 D з кузовами типів 2-дверний родстер, 4-дверний лімузин, 4-дверний пульман-лімузин, 2-дверне купе, 2-дверний кабріолет, 4-дверний кабріолет, 4-дверне ландо, 4-дверне торпедо. Більшість машин збудували 1930/31 (3.251 екз.) (1932/33 - 300 екз., 1934/35 - 150 екз.) до широкого розвитку Великої депресії у США. Кузовні компанії Fisher, Fleetwood виготовляли більш ніж 50 варіантів кузовів усіх типів. У жовтні 1935 модель Серії 452 замінила модель Серії 90.
В залежності від модифікації автомашини серії 452 коштували 4495–9700 доларів. Сьогодні на аукціонах вартість авто серії 452 становить близько 500.000 доларів.

### Технічні дані Cadillac V16 Серія 452
|                    |                                                                                  |
| Розміри            | Параметри                                                                        |
| Роки випуску:      | 1930-1940                                                                        |
| Довжина:           | - 1930/31 - 5,652 мм - 1932/33 - 5486 мм - 1934/35 - 6096 мм - 1936/37 - 6045 мм |
| Ширина:            | - 1931 - 1869 мм - 1932/35 - 1956 мм - 1936/37 - 1890 мм                         |
| Висота:            | - 1931 - 1842 мм - 1932/33 - 1816 мм - 1934/37 - 1765 мм                         |
| Колісна база:      | - 1930/31 - 3,759 мм - 1932/33 - 3,632 мм і 3785 мм - 1934/37 - 3,912 мм         |
| Маса порожнього:   | 2294-2895 кг                                                                     |
| Мотор              | V16, 45°, 2 карбюратори                                                          |
| Потужність мотора: | 165-185 к.с. при 3400 об/хв                                                      |
| Об'єм мотора       | 7407 см³, 76×100 мм, компресія 5.3:1                                             |
| Трансмісія:        | КП 4-ступінчаста механічна Cotal                                                 |
| Швидкість:         | бл. 150 км/год.                                                                  |

### Cadillac V16 Серія 90 (1935–1940)[5]

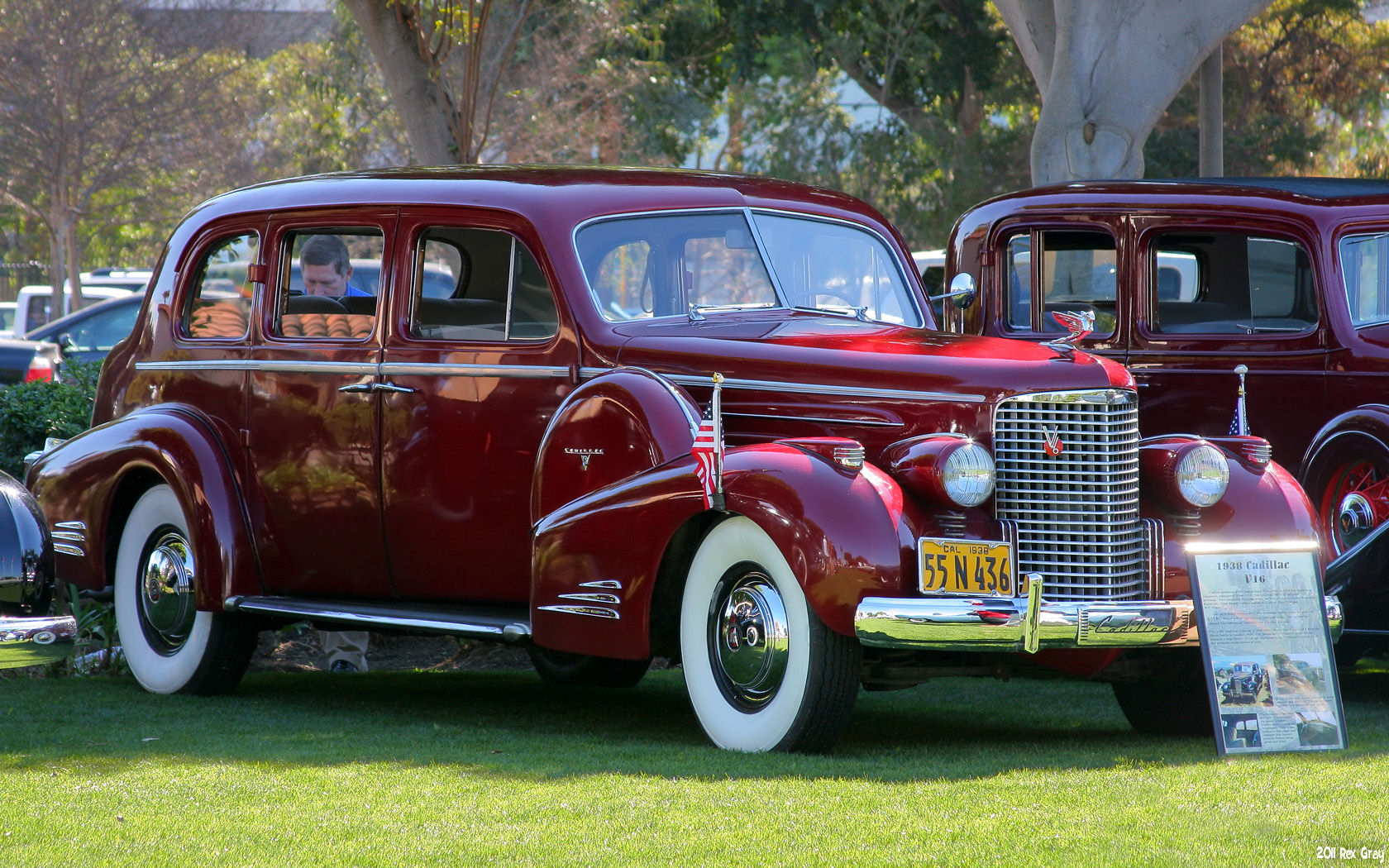
Cadillac V16 Серія 90

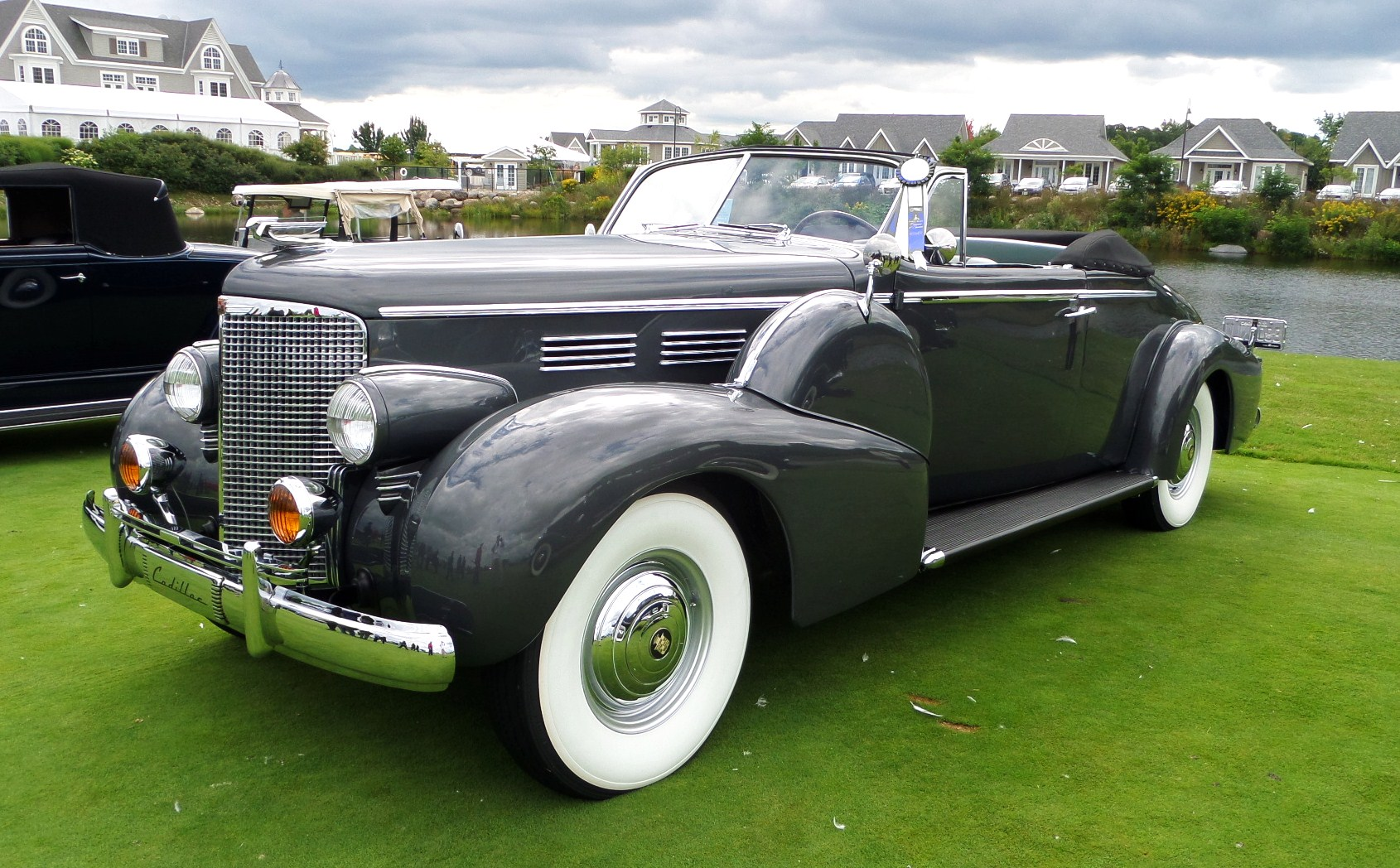
Cadillac V16 Серія 90

З початку 1935 почали випускати Cadillac V16 Серія 90, що був схожий до Серії 452 і мав мотор об'ємом 7407 см³. Компанія Fleetwood виготовляла лише на замовлення кузови 12 типів. Значних змін конструкція зазнала 1938 зі зменшенням колісної бази з 3912 мм до 3581 мм та зміною конструкції мотора об'ємом 7063 см³, потужністю 185 к.с. при 3600 об/хв. і збільшенні компресії з 6,0 до 7,1. Виробництво припинили літом 1940 року. Було виготовлено 616 (1936 - 52, 1937 - 50, 1938 - 315, 1939 - 138, 1940 - 61) машин п'яти модифікацій (36-90, 37-90, 38-90, 39-90 і 40-90).
Для Президентів США 1938 виготовили два кабріолети Cadillac V16, що отримали назви «Queen Mary», «Queen Elizabeth». Ними їздили президенти Рузвельт, Гаррі Трумен, Дуайт Ейзенгауер.

### Технічні дані Cadillac V16 Серія 90
|                    |                                                                        |
| Розміри            | Параметри                                                              |
| Роки випуску:      | 1936-1940                                                              |
| Довжина:           | - 1936/37 - 6045 мм - 1938 - 5096 мм - 1939 - 5639 мм - 1940 - 5732 мм |
| Колісна база:      | - 1936/37 - 3912 мм - 1938/40 - 3581 мм                                |
| Маса порожнього:   | 2226-2895 кг                                                           |
| Мотор              | V16, 45°, 2 карбюратори                                                |
| Потужність мотора: | 185 к.с. при 3800 об/хв                                                |
| Об'єм мотора       | - 1936/37 - 7407 см³, - 1938/40 - 7063 см³                             |
| Швидкість:         | бл. 150 км/год.                                                        |